# Церковь Христа (Бохум)
Церковь Христа (нем. Christuskirche) — готическая церковь в городе Бохум (федеральная земля Северный Рейн-Вестфалия). Церковь расположена на площади Willy-Brandt-Platz рядом с Бохумской ратушей. Церковь относится к объединению евангелической церкви Германии и также служит воинским мемориалом.

## История

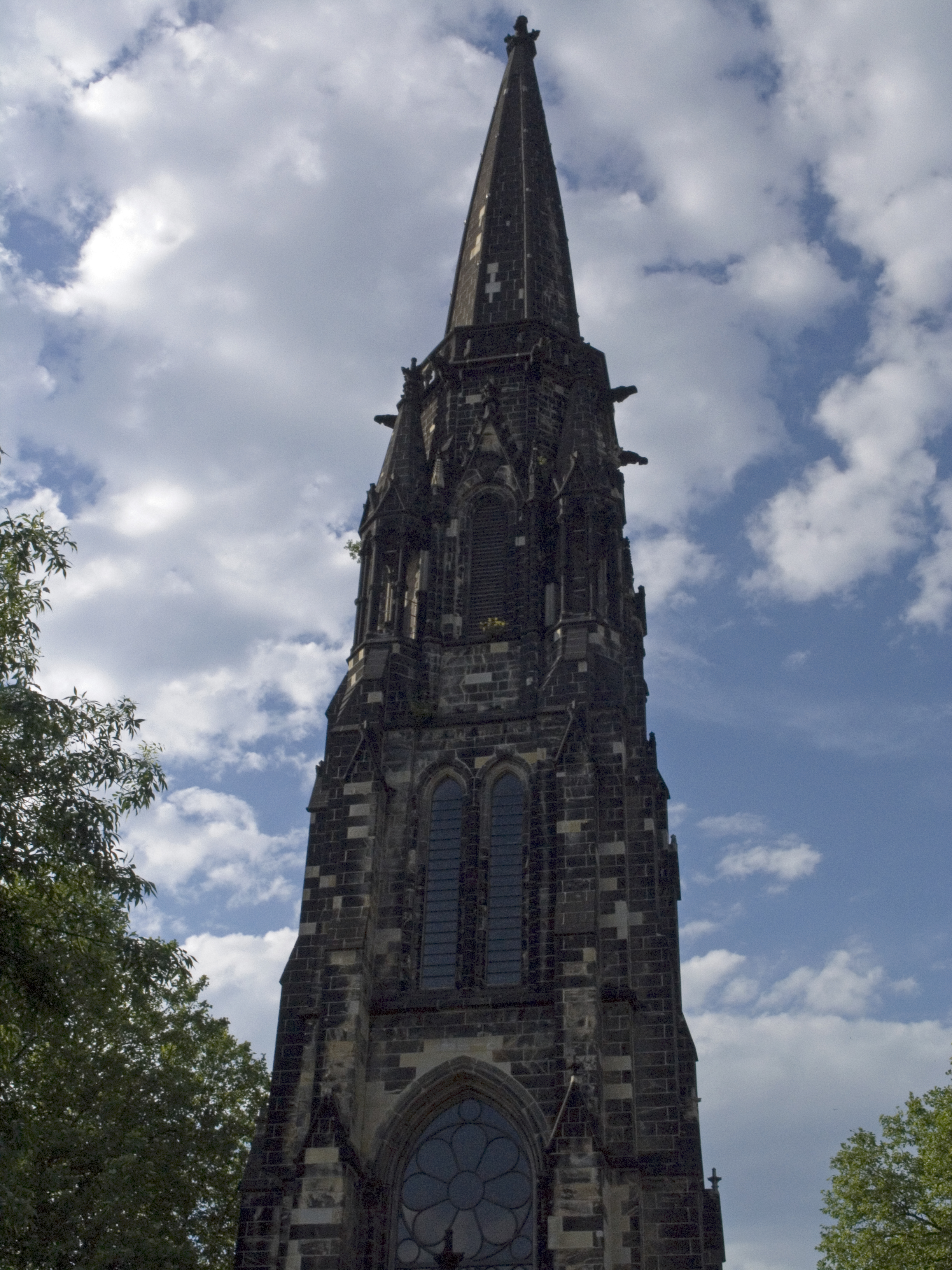
Церковный шпиль

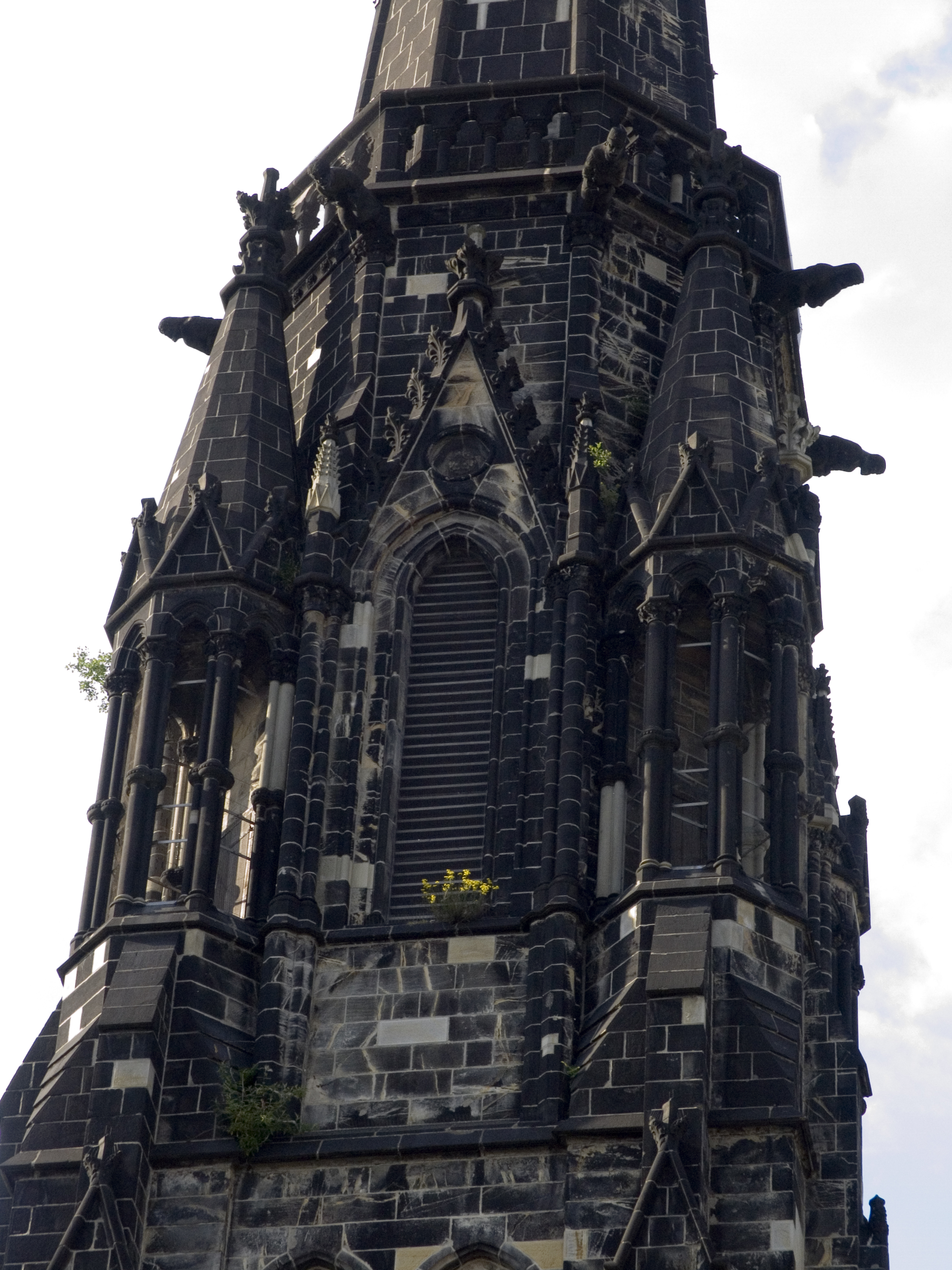
Фрагмент фасада

Церковь Христа была сооружена в 1877—1878 годах по проекту крефельдского архитектора Августа Хартеля, руководил строительными работами местный архитектор Генрих Швенгер. Возведение 72-метровой башни было завершено 24 октября 1878 года.

В 1931 году в церкви была установлена стела с именами 30 воинов, погибших в ходе Франко-прусской войны, и 1 362 воинов, павших на фронтах второй мировой войны. Автором стел выступил художник Генрих Рютер.

С 1925 года в церкви Христа служил пастором Ганс Эренберг. После прихода к власти НСДАП он систематически выступал с критикой национал-социализма. В ноябре 1938 года он был арестован и отправлен в концентрационный лагерь Заксенхаузен. Благодаря заступничеству епископа Чичестера он был переправлен в Британию.

14 мая 1943 года во время одной из бомбардировок британской авиации почти весь центр города Бохум был разрушен, тысячи человек погибли, десятки тысяч остались без крова. Не уцелела при этом и церковь Христа. Восстановлена церковь была в 1956—1959 годах под руководством архитектора Дитера Ёстерлена.

 Сегодня церковь Христа — это тематический пункт регионального проекта «Путь индустриальной культуры» Рурского региона.